# Praia de Riazor
Praia de Riazor é uma praia urbana na cidade da Corunha, conta com asseios, duchas, aluguer de tumbonas, vigilância, serviço de socorro, posto de primeiros auxilios, posto de salvamento da Cruz Vermelha. Acesso para minusválidos, estacionamento (sob o Passeio Marítimo), quiosques, e múltiplas cafetarias e bares com esplanada.
Céntrica, preto da Praça de Pontevedra, do Paço de Desportes e do Estádio Municipal de Riazor.
Chegam à praia as linhas de autocarros: 3, 3A e 7.
Nota: não se permitem animais. Muito concorrida de maio a setembro.